# 南满河
南满河位于中华人民共和国云南省勐腊县南部，是南腊河左岸支流，发源于勐腊磨憨经济开发区中老边界附近叭坎亮东南的山区，蜿蜒向西流，至勐满镇下田房村转北流，于勐捧镇曼坡村汇入南腊河。河流全长98.2千米，落差759米，河道平均比降3.8‰，流域面积592.5平方千米。